# Brun munkskata
Brun munkskata (Philemon meyeri) är en fågel i familjen honungsfåglar inom ordningen tättingar.

## Utbredning och systematik
Fågeln förekommer i låglänta områden på Nya Guinea (förutom Fågelhuvudhalvön). Den behandlas som monotypisk, det vill säga att den inte delas in i några underarter.

## Status
IUCN kategoriserar arten som livskraftig.